# زعفران کوهی
زعفران کوهی (انگلیسی: Colchicum bulbocodium) گونه‌ای از گیاهان گل‌دار خانوادهٔ گل‌حسرتیان است. با وجود شباهت ظاهری گل آن به زعفران خوراکی (Crocus sativus)، این گیاه با زعفران واقعی از نظر گیاه‌شناسی تفاوت دارد و به تیره‌ای کاملاً متفاوت تعلق دارد.
زعفران کوهی گیاهی پیازی و چندساله است که عمدتاً در چمنزارها و دامنه‌های کوهستانی اروپا، به‌ویژه در رشته‌کوه‌های آلپ، پیرنه، کارپات و قفقاز یافت می‌شود. گل آن در بهار یا گاه اوایل تابستان ظاهر می‌شود و رنگ آن معمولاً ارغوانی یا صورتی با مرکز زردرنگ است. برگ‌ها در آغاز گل‌دهی اغلب هنوز ظاهر نشده‌اند یا در مرحلهٔ رشدند، و پس از گل‌دهی رشد می‌کنند.
برخلاف زعفران خوراکی، زعفران کوهی سمی است و حاوی ماده‌ای به نام کلشیسین است که مصرف آن در دوز بالا می‌تواند خطرناک و حتی کشنده باشد. کلشیسین در پزشکی به‌عنوان دارویی برای درمان نقرس، تب مدیترانه‌ای فامیلی و برخی بیماری‌های التهابی به‌کار می‌رود، ولی مصرف ناآگاهانهٔ خود گیاه ممکن است موجب مسمومیت شدید شود.
این گیاه به‌دلیل گل‌های زیبا و زودرس خود، گاهی به‌عنوان گیاه زینتی در باغ‌های صخره‌ای یا طبیعی کاشته می‌شود، ولی باید از دسترسی کودکان یا حیوانات خانگی به آن جلوگیری شود. همچنین در برخی مناطق به‌عنوان شاخصی از مراتع کوهستانی طبیعی شناخته می‌شود.